# Никулино (Дмитровский городской округ)
Никулино — деревня в Дмитровском районе Московской области, в составе Сельского поселения Костинское. Население — 17 чел. (2010). До 2006 года Никулино входило в состав Гришинского сельского округа.

## Расположение
Деревня расположена в юго-восточной части района, примерно в 12 км на юго-восток от Дмитрова, в верховье реки Яхромы, высота центра над уровнем моря 206 м. Ближайшие населённые пункты — Кекишево в 200 м на восток, Ассаурово в 0,8 км на север и Беклемишево в 1 км на юг.

## Население
| 2002 | 2006 | 2010 |
| ---- | ---- | ---- |
| 1    | ↗2   | ↗17  |